# 천난 (농구 선수)
천난(중국어 간체자: 陈楠, 정체자: 陳楠, 병음: Chén Nán, 한자음: 진남, 1983년 1월 8일~)은 중국의 전직 농구 선수로 선수 시절 센터로 활동했다. 대부분 선수 경력을 중국 여자 농구 협회(WCBA)의 바이 치린 소속으로 보냈으며 2009년에 전미 여자 농구 협회(WNBA)의 시카고 스카이 소속으로 뛰었다.
중국 대표팀 소속으로 국제 대회에 참가했으며 올림픽에 4회 참가했고 세계 선수권 대회에 3회 참가했다. 또한 아시안 게임에서 금메달 3개, 아시아 선수권 대회에서 금메달 6개, 동메달 1개를 획득했다.